# Vệ tinh tự nhiên

Vệ tinh của các hành tinh trong hệ Mặt Trời so với Trái Đất

Vệ tinh tự nhiên là vật quay quanh hành tinh hoặc hành tinh lùn mà không phải do con người chế tạo.
Trong hệ Mặt Trời, có khoảng 240 vệ tinh tự nhiên đã được biết tới bao gồm 155 quay quanh các hành tinh truyền thống (6 hành tinh, vì Sao Thủy và Sao Kim không có vệ tinh tự nhiên) và 80 quay quanh các hành tinh lùn, và có lẽ rất nhiều các vật thể khác quay xung quanh các hành tinh hay các ngôi sao khác.
Sao Thủy và Sao Kim hoàn toàn không có vệ tinh tự nhiên. Trái Đất có 1 vệ tinh tự nhiên lớn, là Mặt Trăng. Sao Hoả có 2 mặt trăng nhỏ là Phobos và Deimos. Các hành tinh khí khổng lồ có những hệ mặt trăng rộng, gồm nửa tá mặt trăng cỡ Mặt Trăng của Trái Đất chúng ta. Sao Diêm Vương có ít nhất 3 vệ tinh, gồm cả 1 vệ tinh đồng hành lớn được gọi là Charon. Hệ Sao Diêm Vương - Charon và một số hệ hành tinh lùn thỉnh thoảng được coi là những hành tinh đôi. Mặt Trăng của Trái Đất là vệ tinh đầu tiên con người đặt chân tới vào năm 1969.

## Giả thuyết

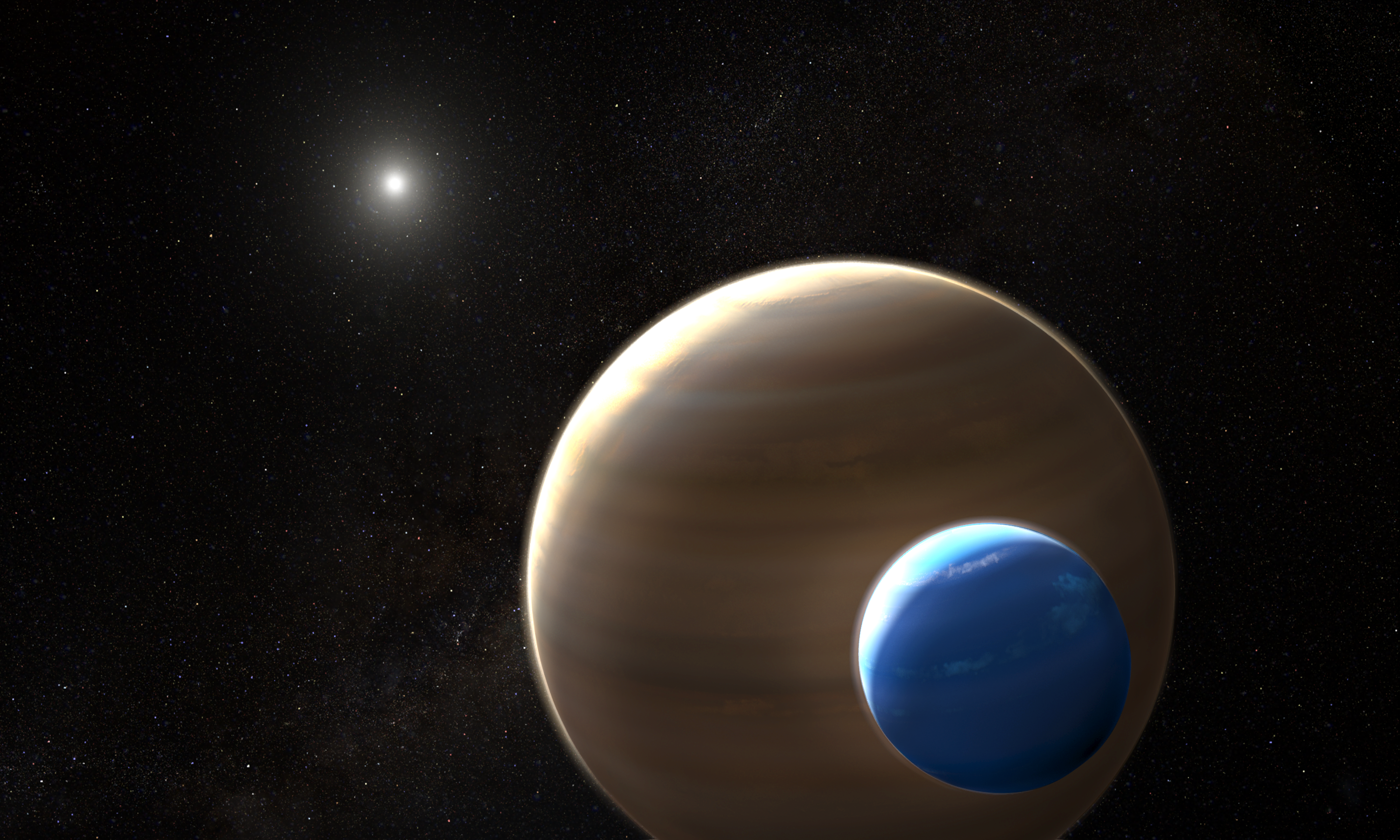
Vệ tinh tự nhiên Kepler-1625b I quay quanh hành tinh Kepler-1625b trong hệ hành tinh Kepler-1625 cách Trái Đất 8.000 năm ánh sáng